# Borgholm
Borgholm je přístavní město a turistické letovisko na ostrově Öland na pobřeží Kalmarského zálivu Baltského moře v jižním Švédsku. Je sídlem okresu Borgholm v kraji Kalmar.

## Historie
V době Vikingů se v Köpingsviku, tj. části Borgholmu, nacházelo tržiště a přístav ze 7. století. Hrad Borgholm, který je v jižní části města a je dobře zachovalou zříceninou, byl významnou pevností a v roce 1806 vyhořel. V roce 1821 mělo město pouze 109 obyvatel. V letech 1855–1857 byl vybudován nový přístav a v roce 1864 se Borgholm stal lázeňským městem, což pro město znamenalo další stavební rozvoj. Na přelomu 19. a 20. století se začal rozvíjet také cestovní ruch, zejména po dokončení rezidence královské rodiny v Sollidenském paláci. Nejstarší a největší sportovní organizací na Ölandu je IFK Borgholm, která vznikla v Borgholmu v roce 1906 a která působí v mnoha sportech. V roce 1906 byla otevřena železnice Borgholm-Böda a v roce 1910 také železnice Södra Öland směrem na Mörbylånga a Ottenby. Vlaková doprava byla zastavena v roce 1961. Po otevření Ölandského mostu (Ölandsbron) v roce 1972 se město stalo turistickým letoviskem. V roce 1971 byl ustaven okres Borgholm.

## Další informace
Pomyslnou páteří města je ulice Storgatan, která začíná u přístavu.

## Galerie

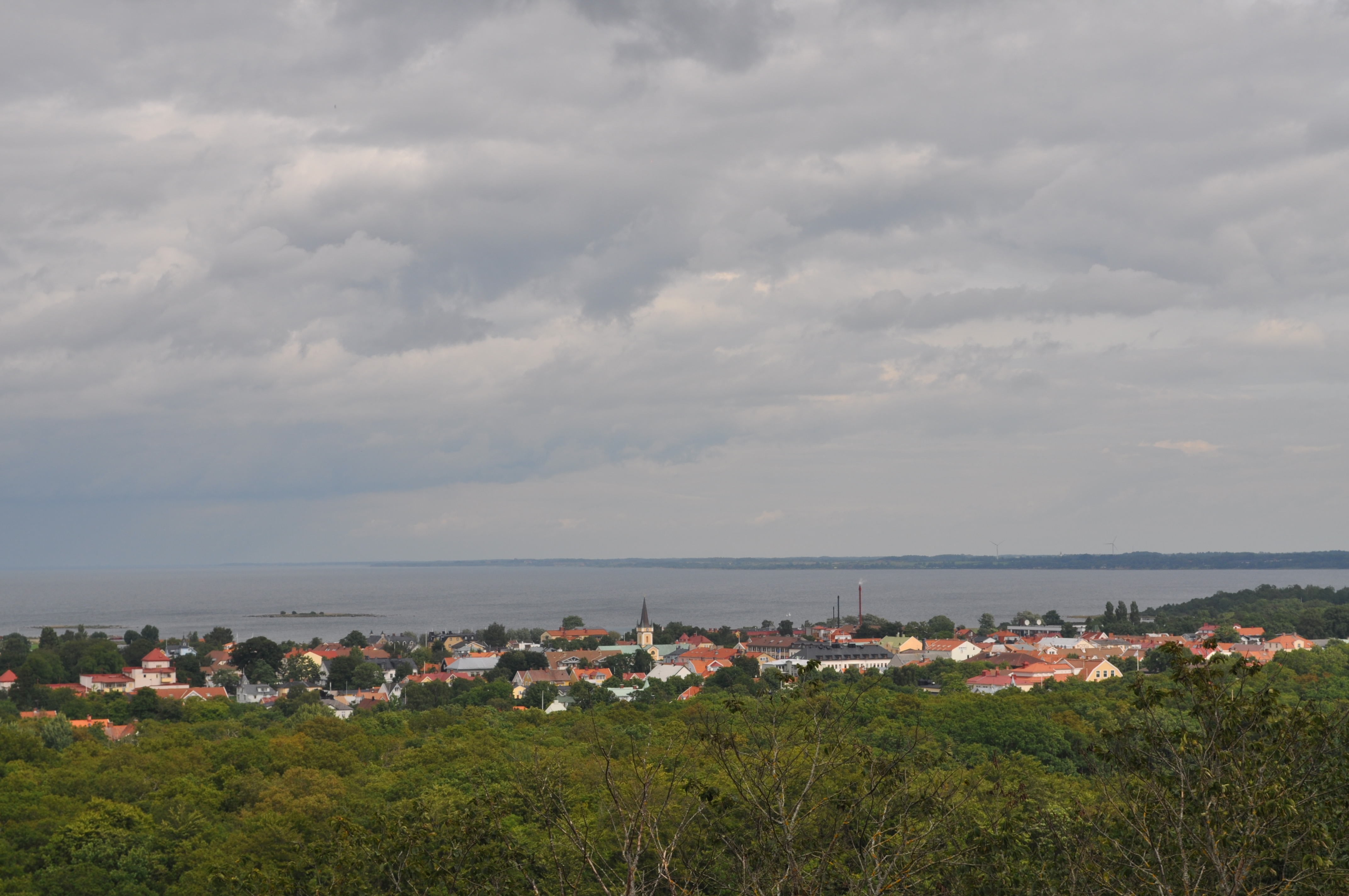
Výhled z hradu Borgholm
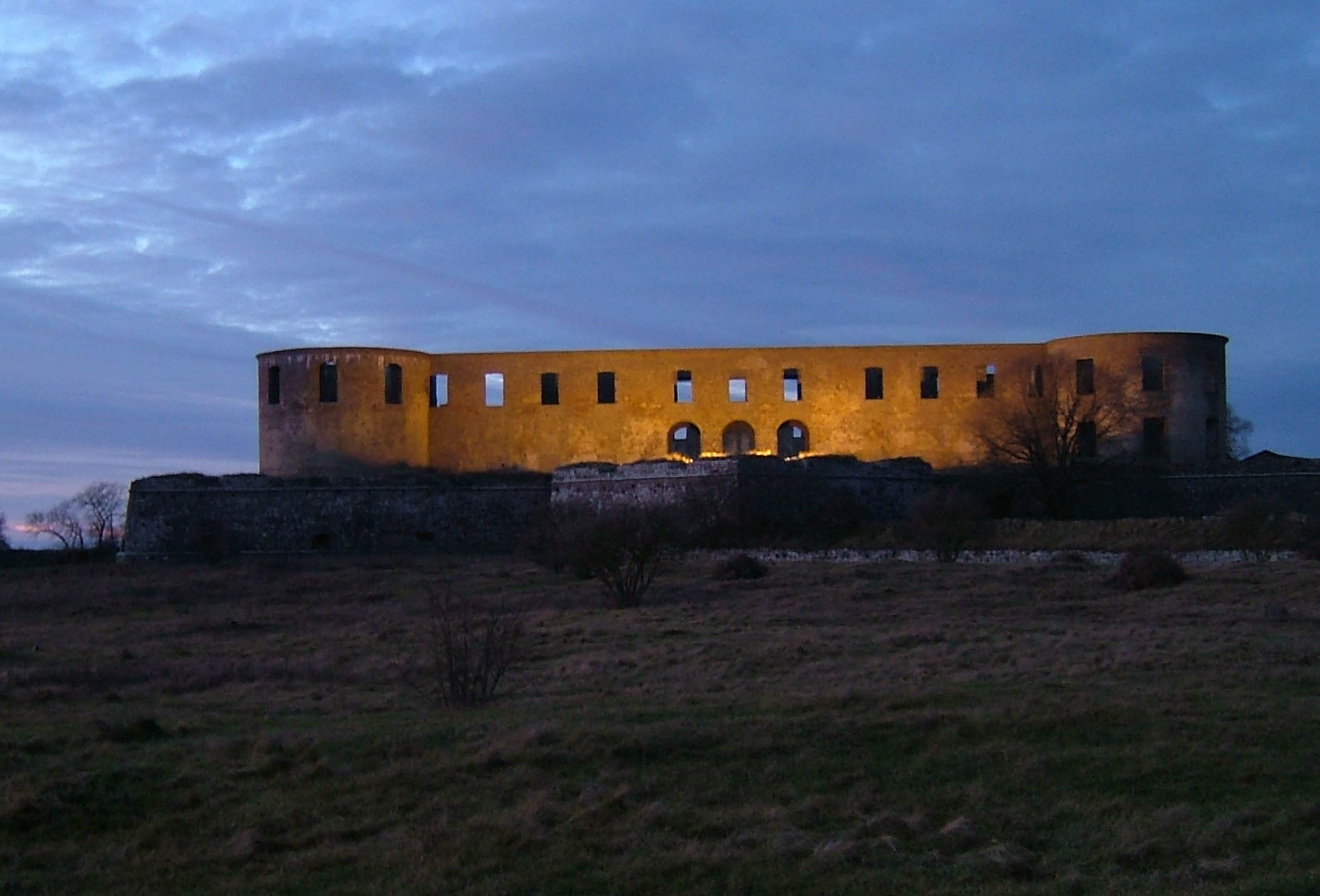
Hrad Borgholm v noci
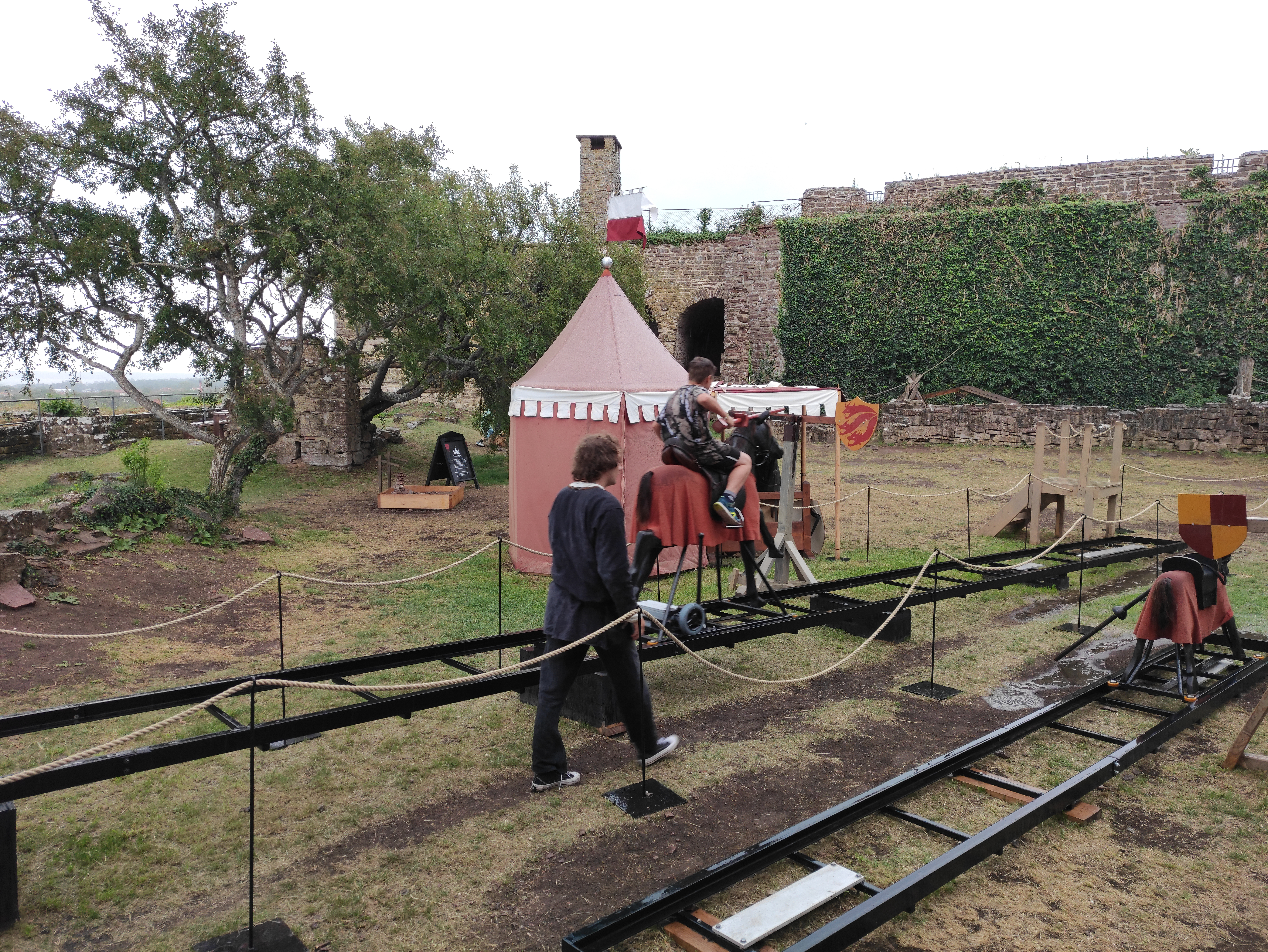
Hrad Borgholm
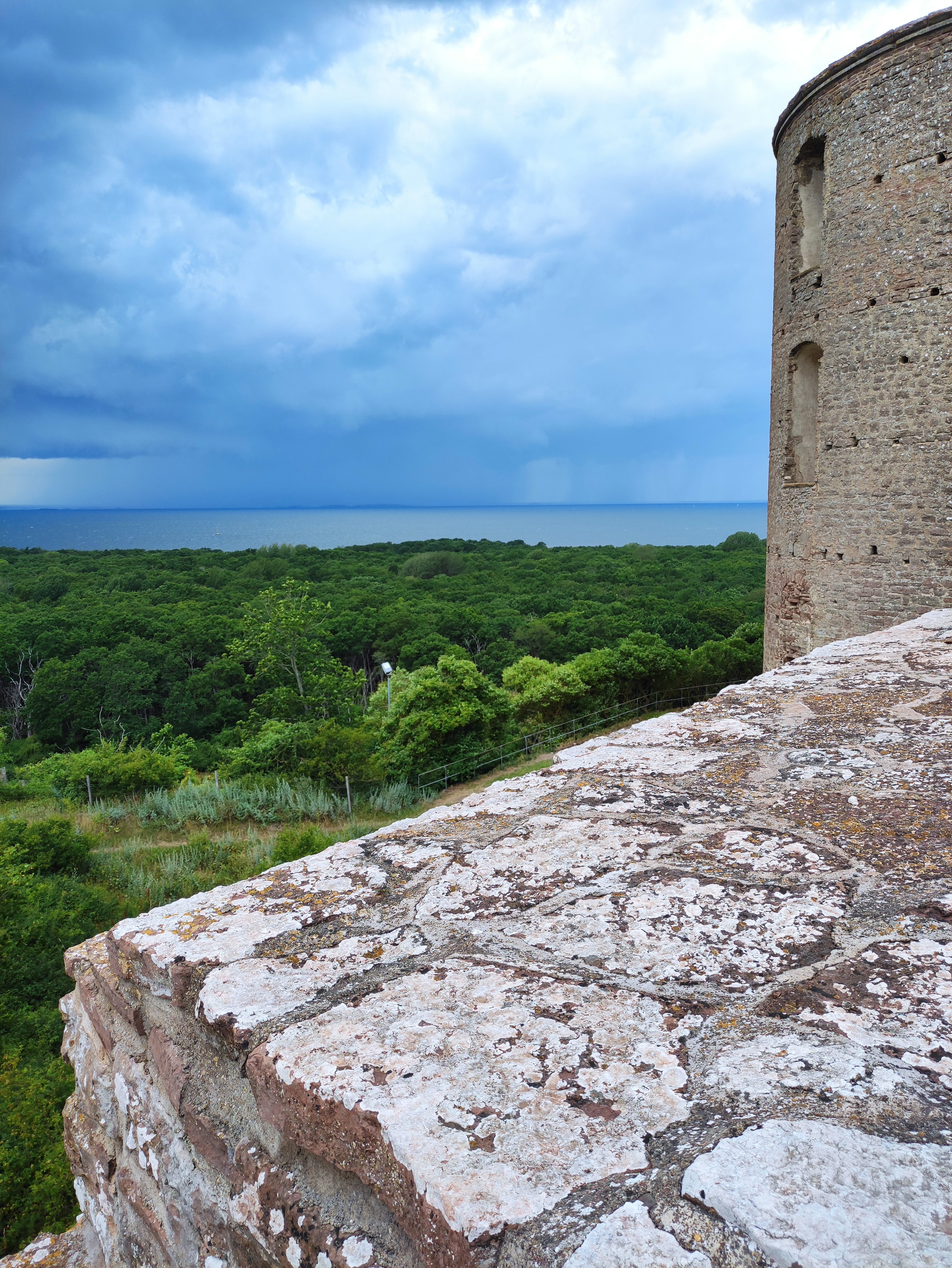
Hrad Borgholm
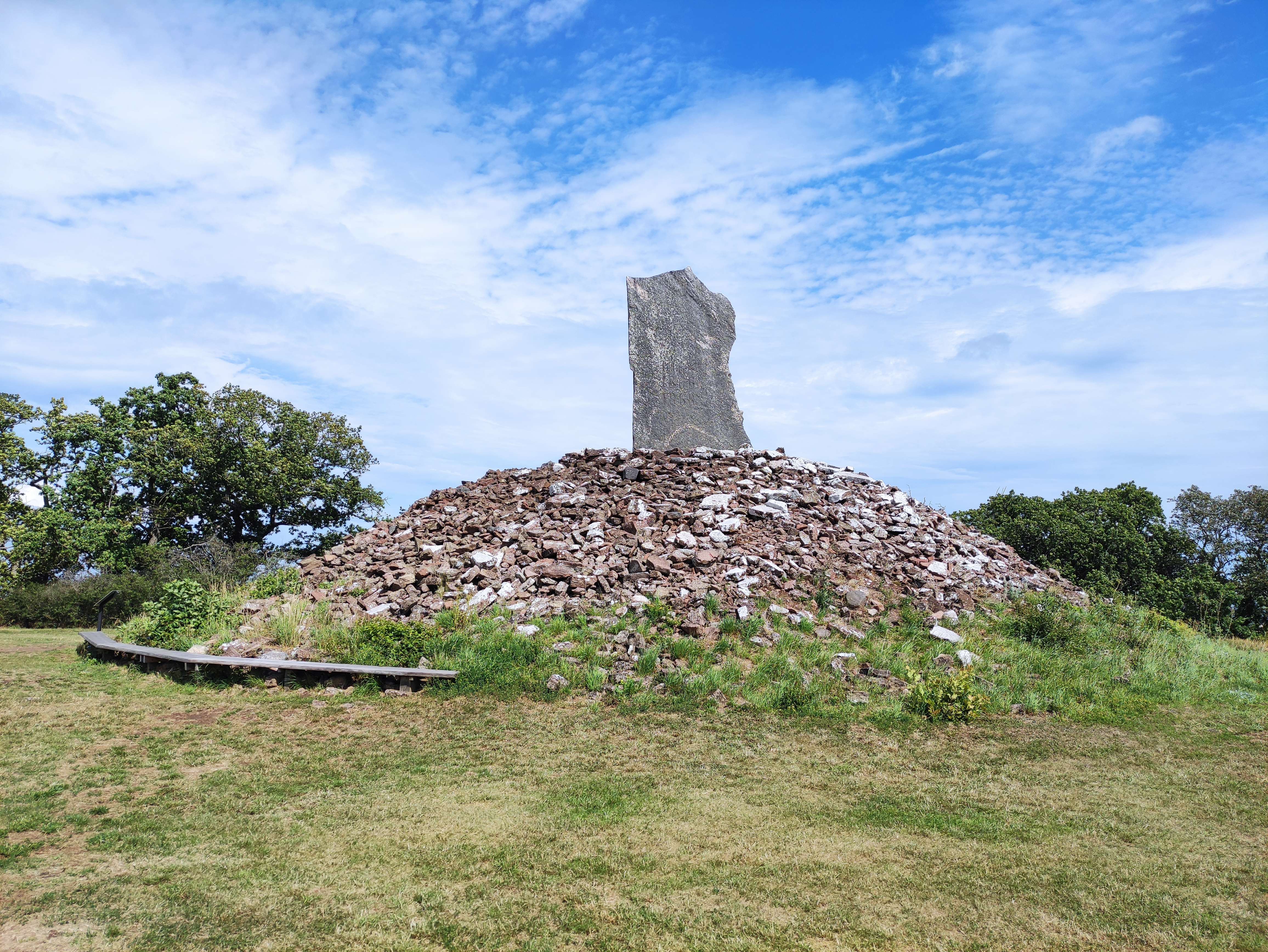
Jaktstenen
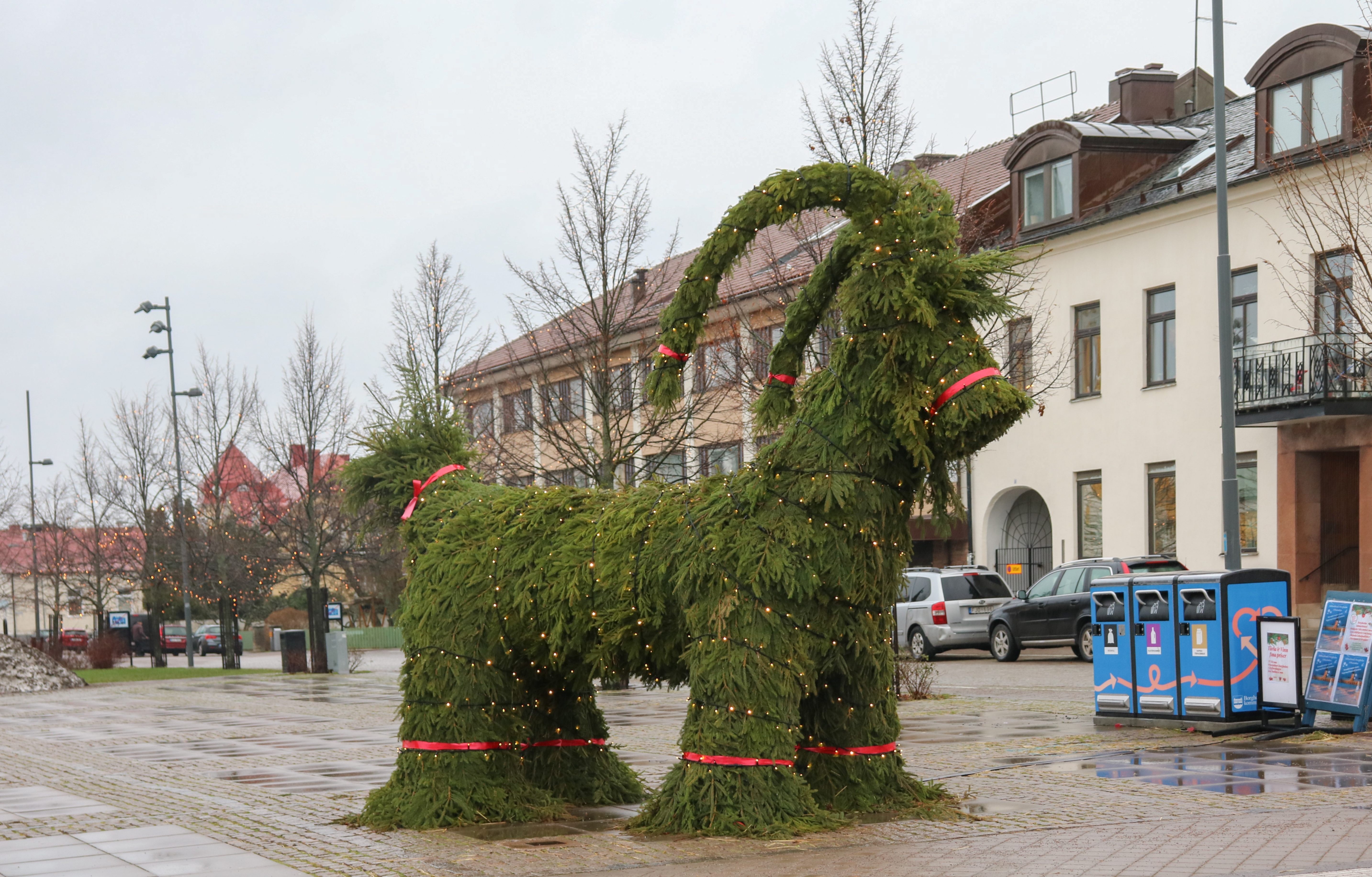
julbocken (vánoční kozel)
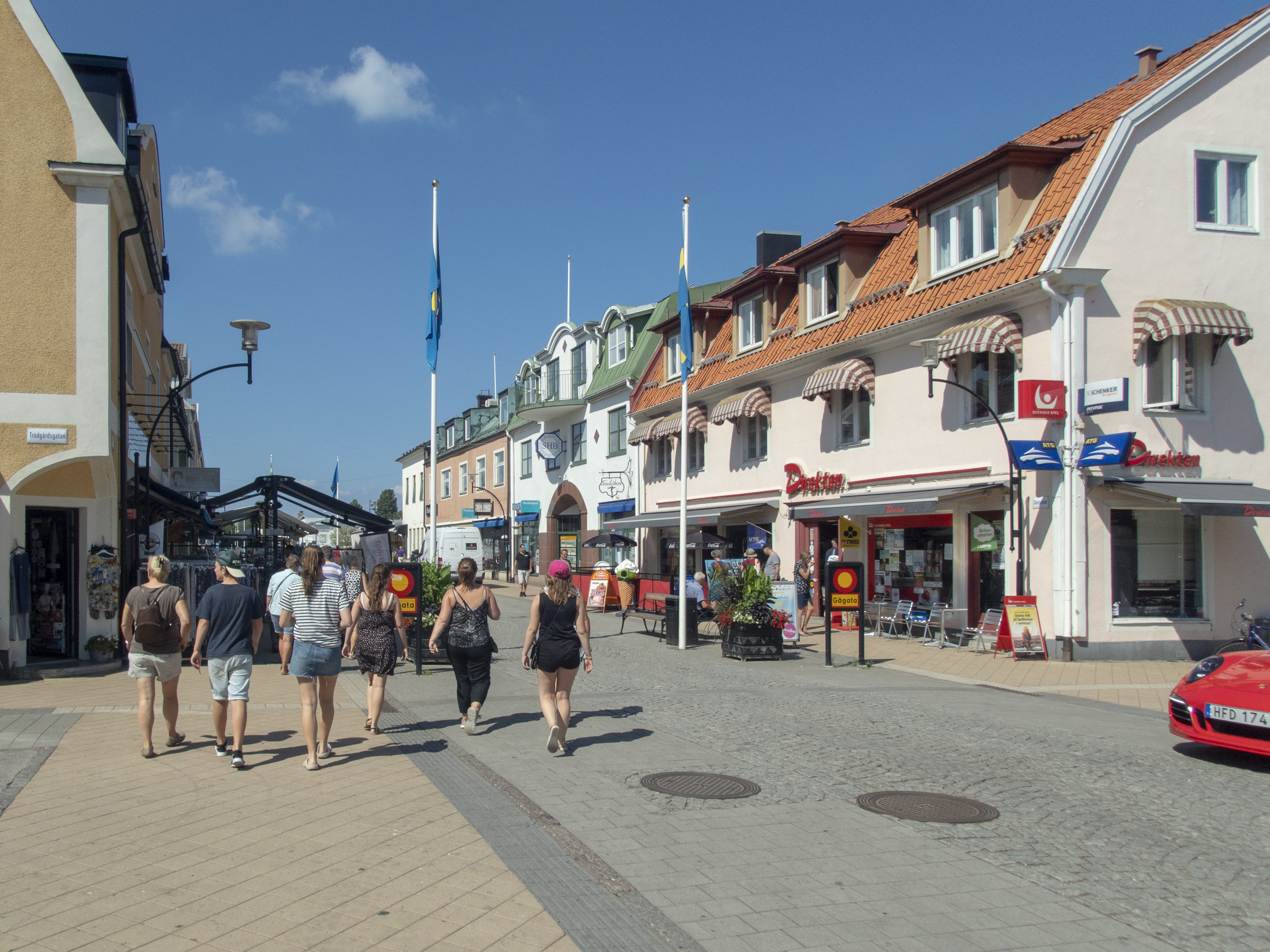
Ulice Storgatan
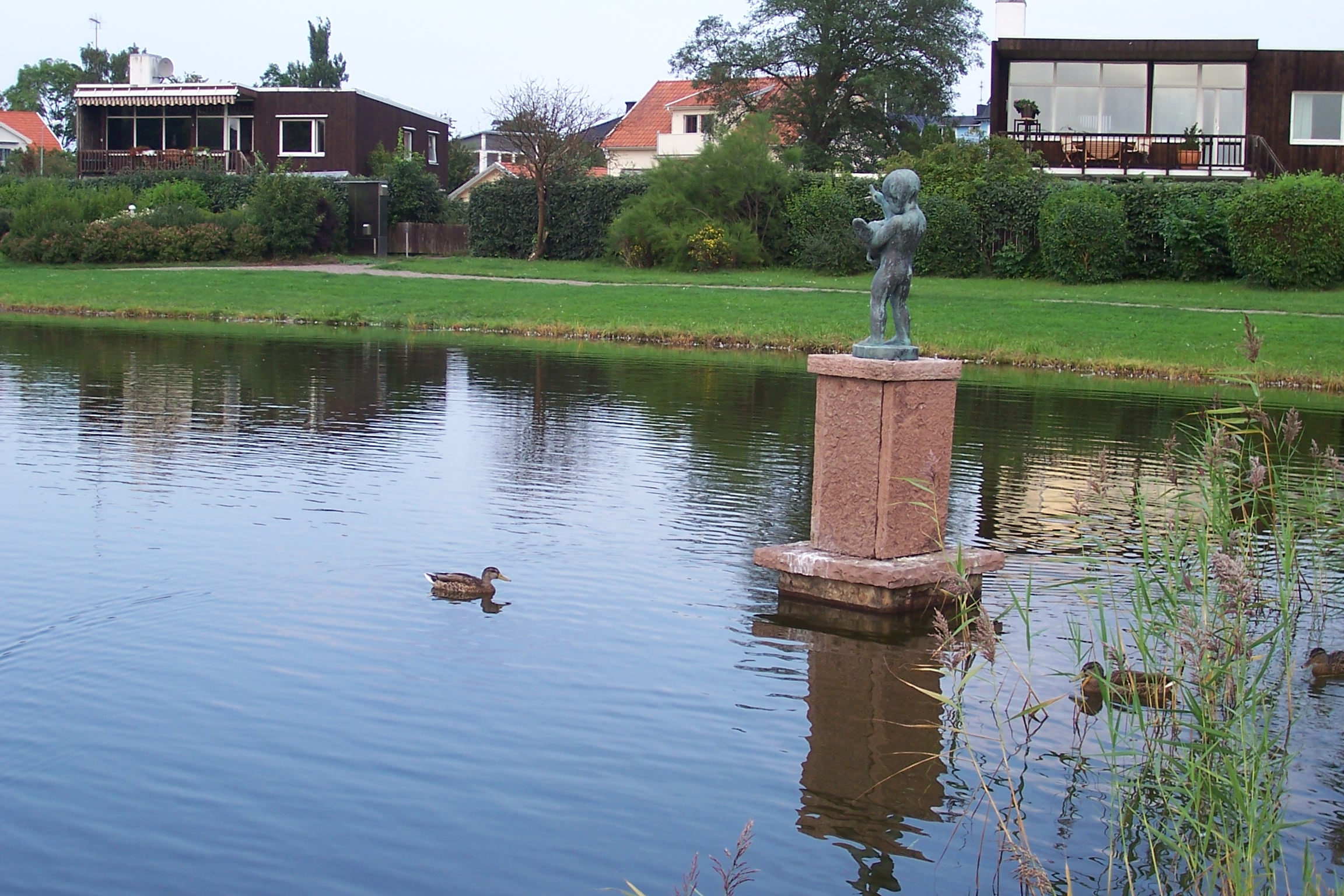
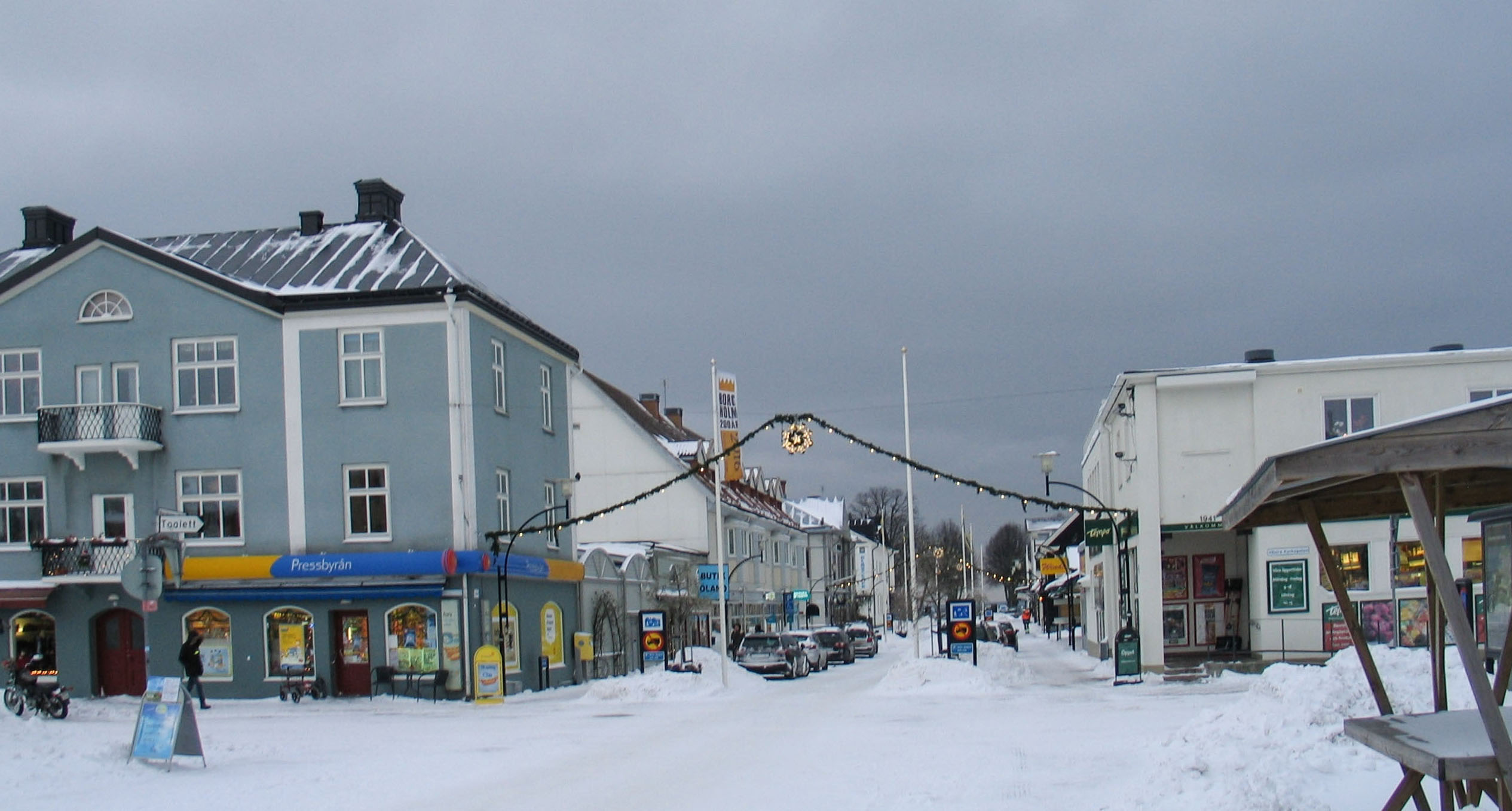
Zima v Borgholmu
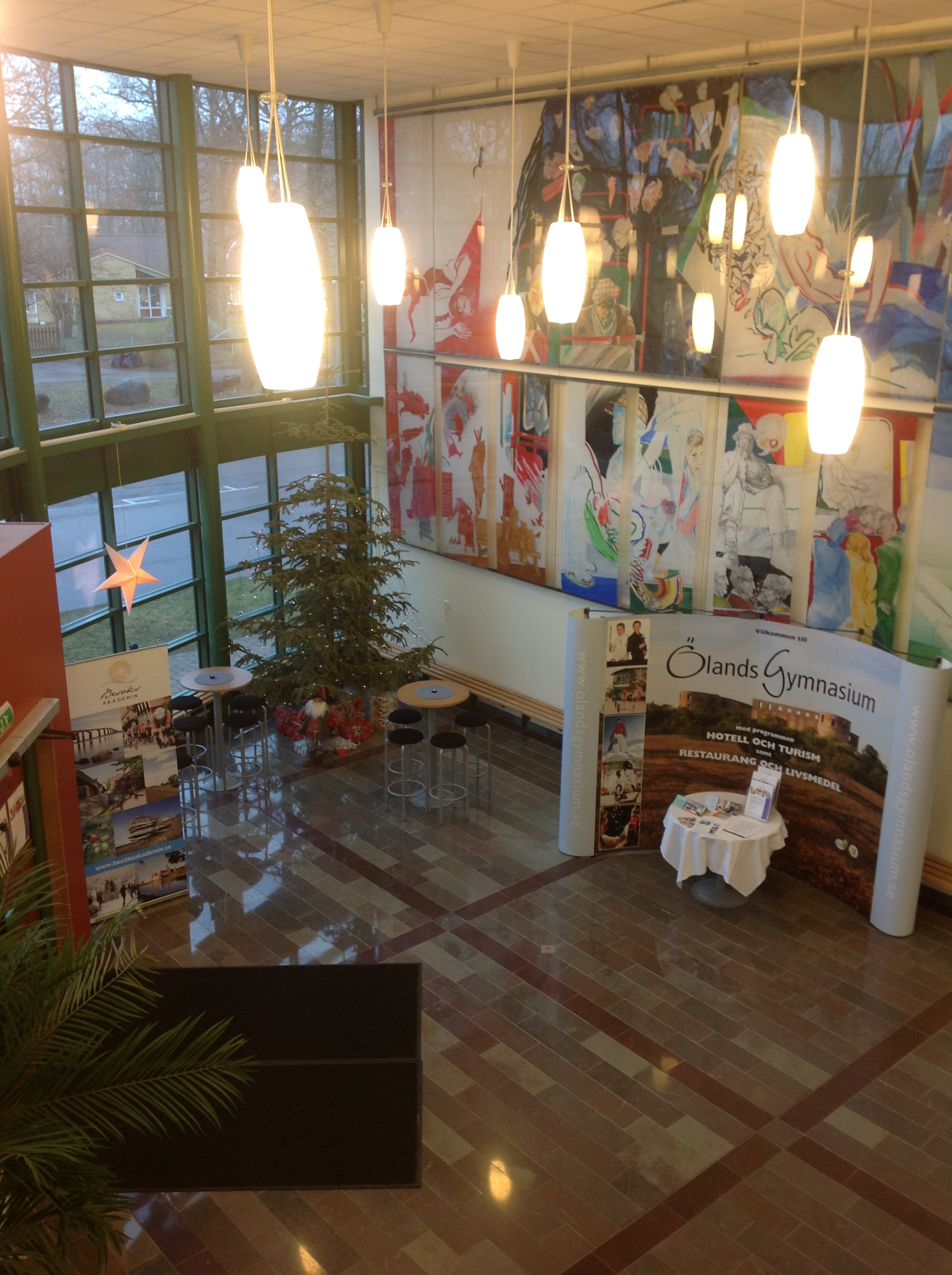
Ölands Gymnasium
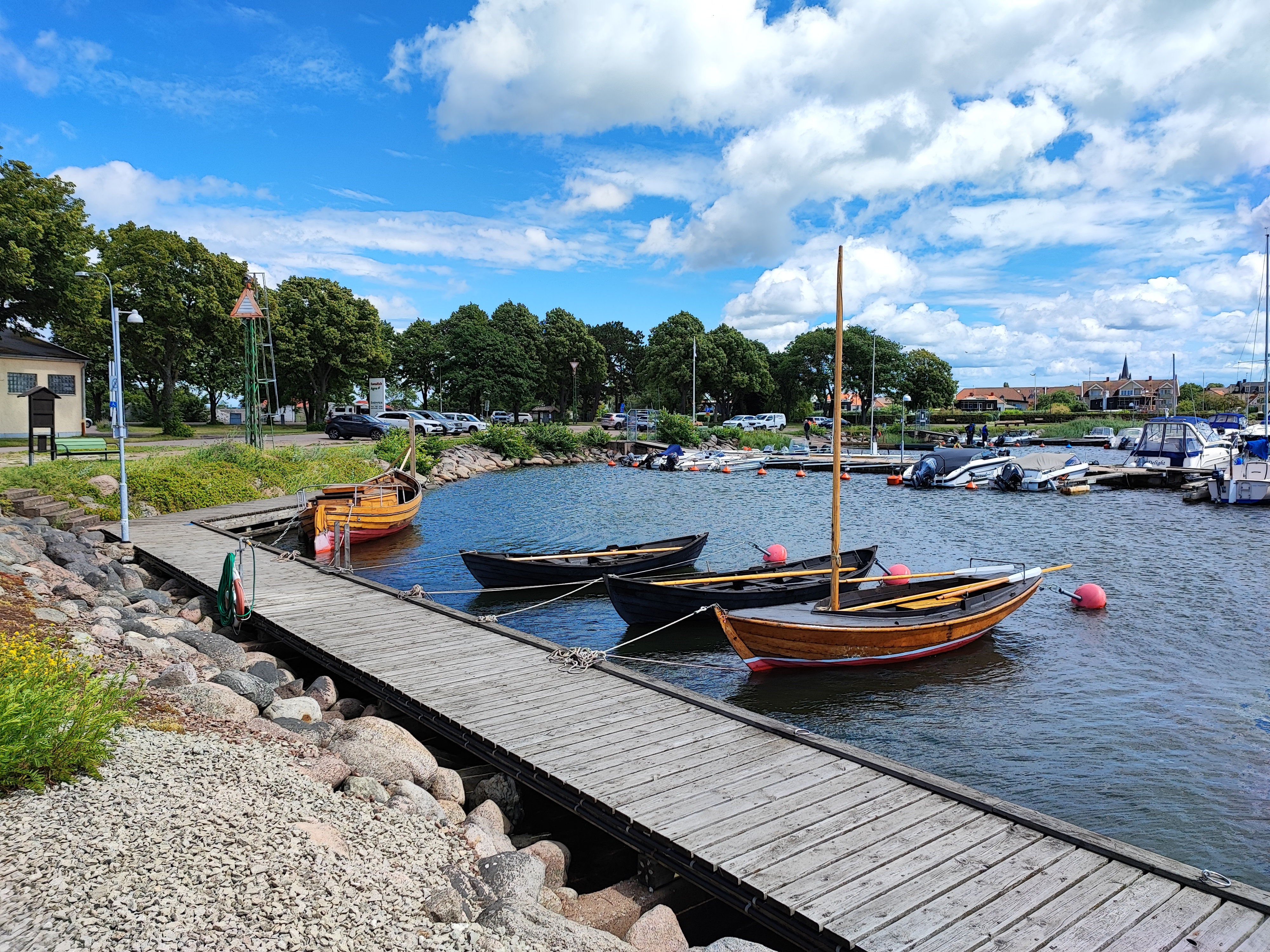
Přístav
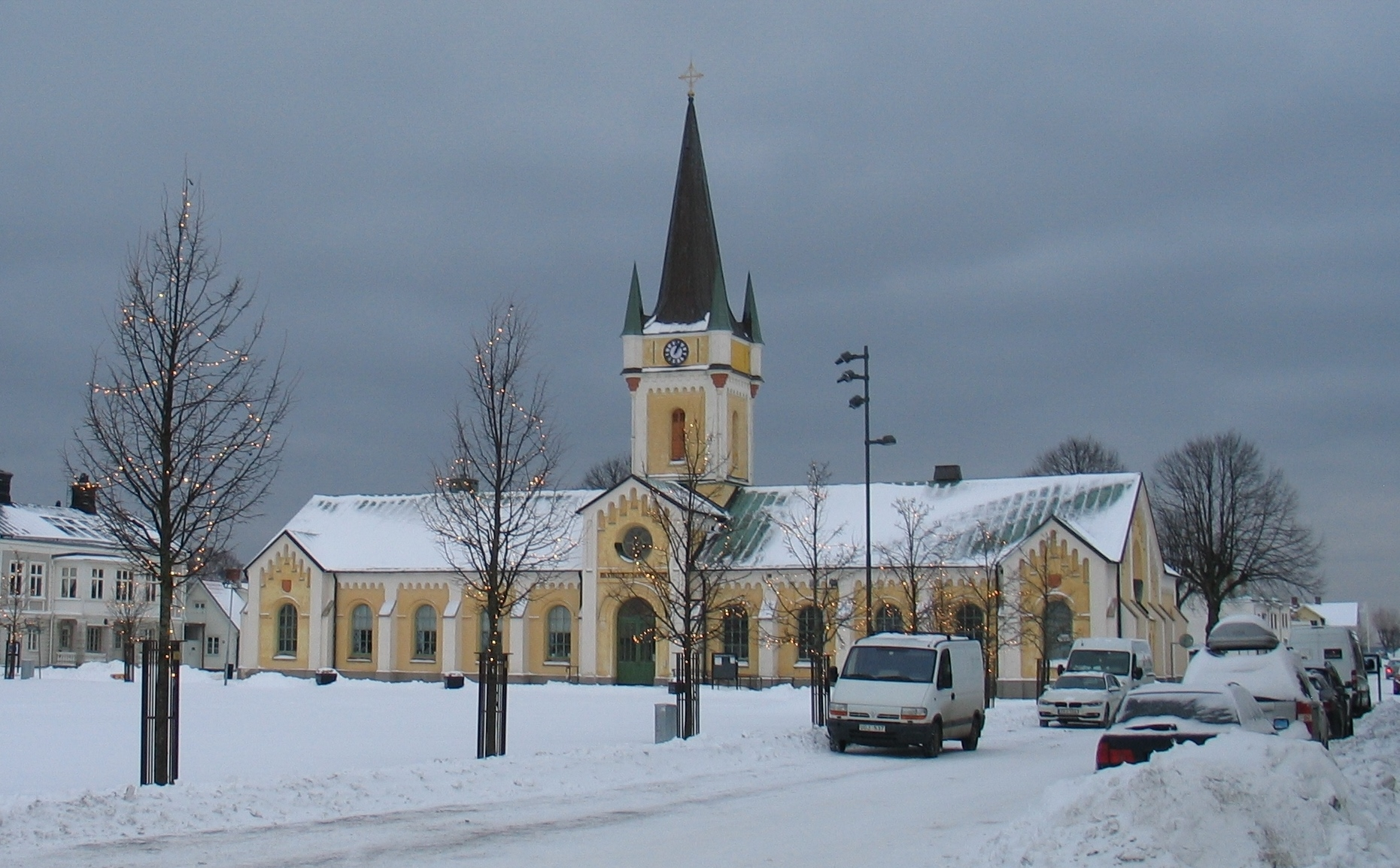
Kostel
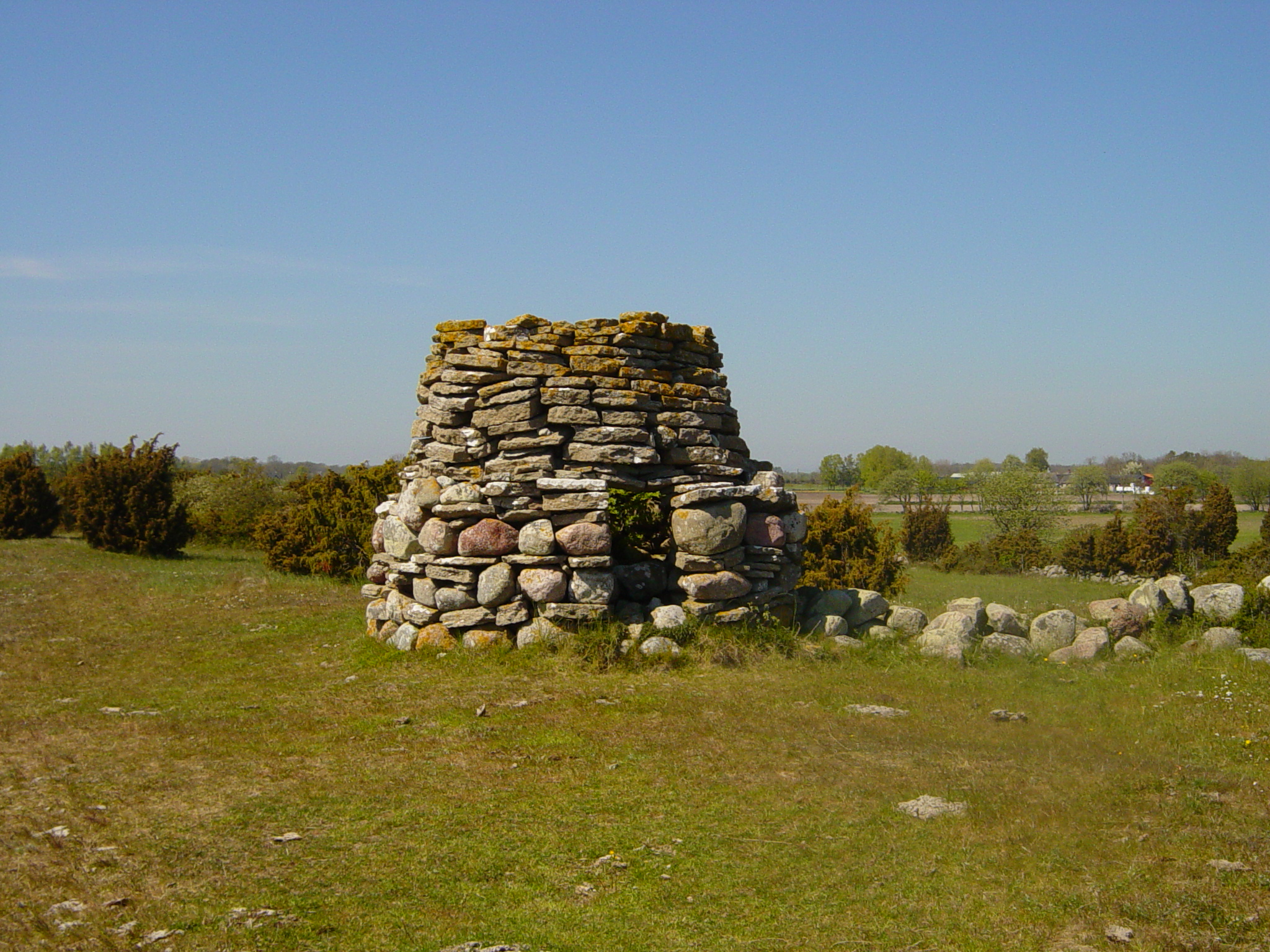
Bývalý maják (Fyrbåken)
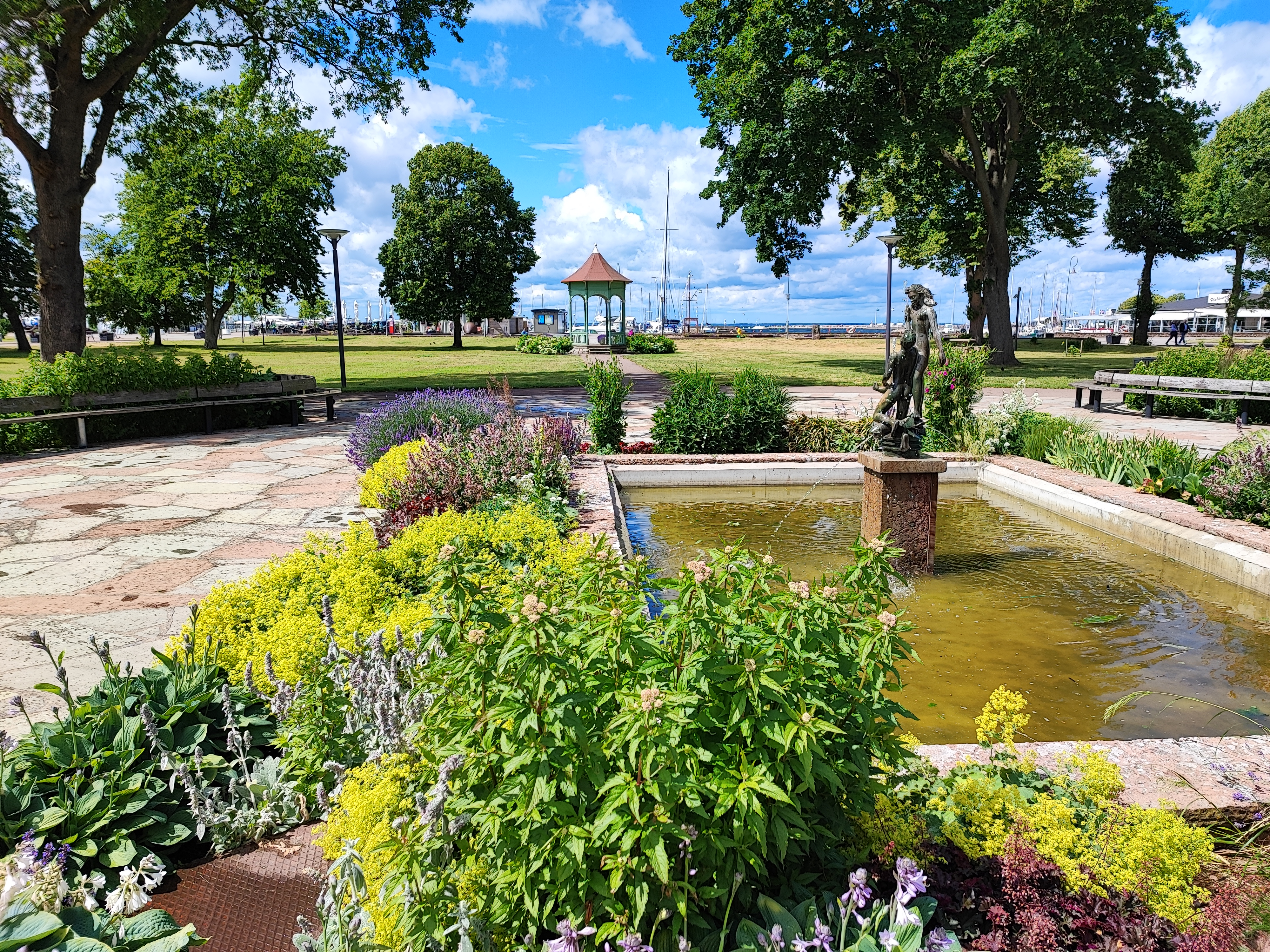
Park Societetsparken
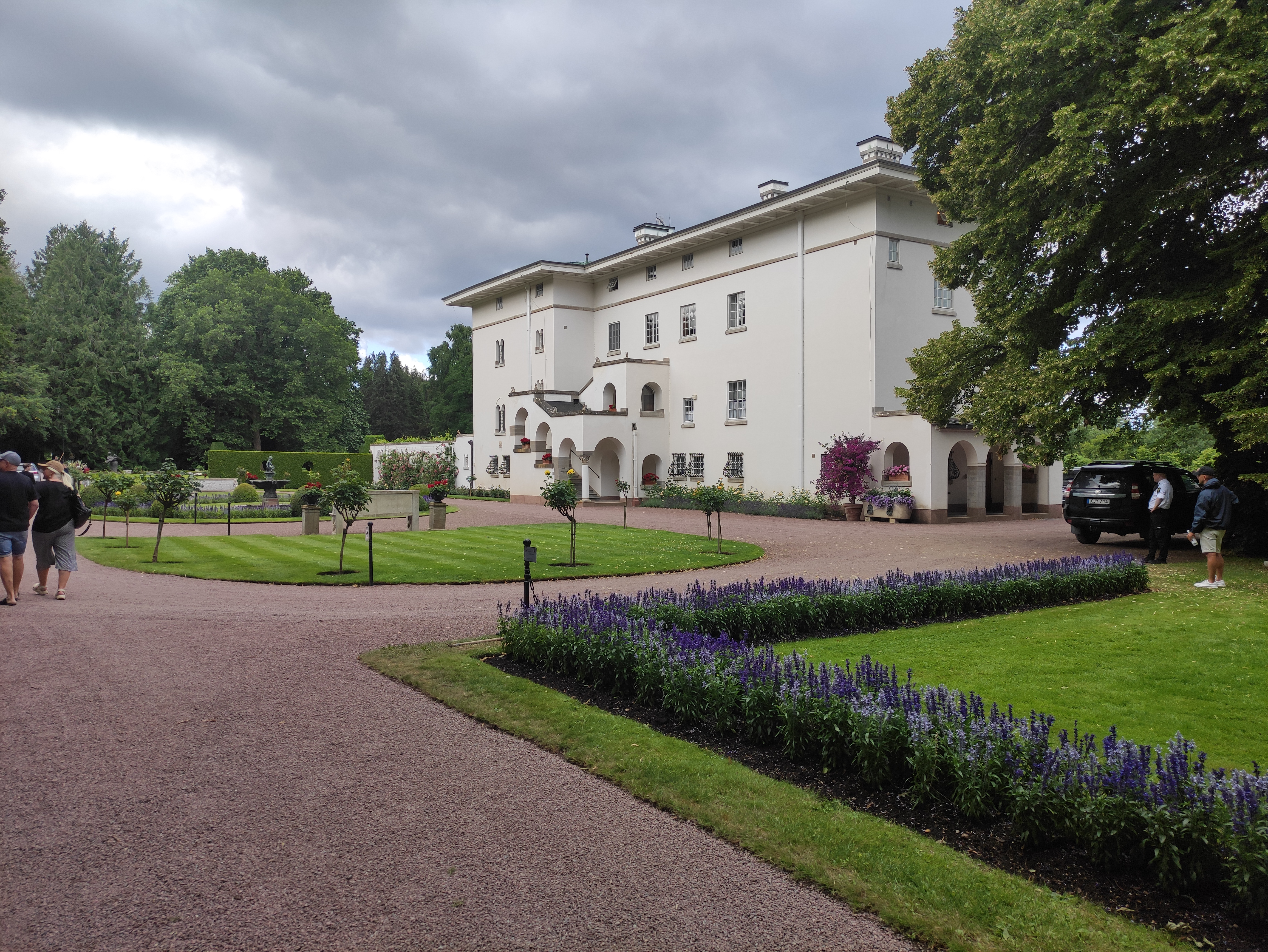
Sollidenský palác (Sollidens slott)
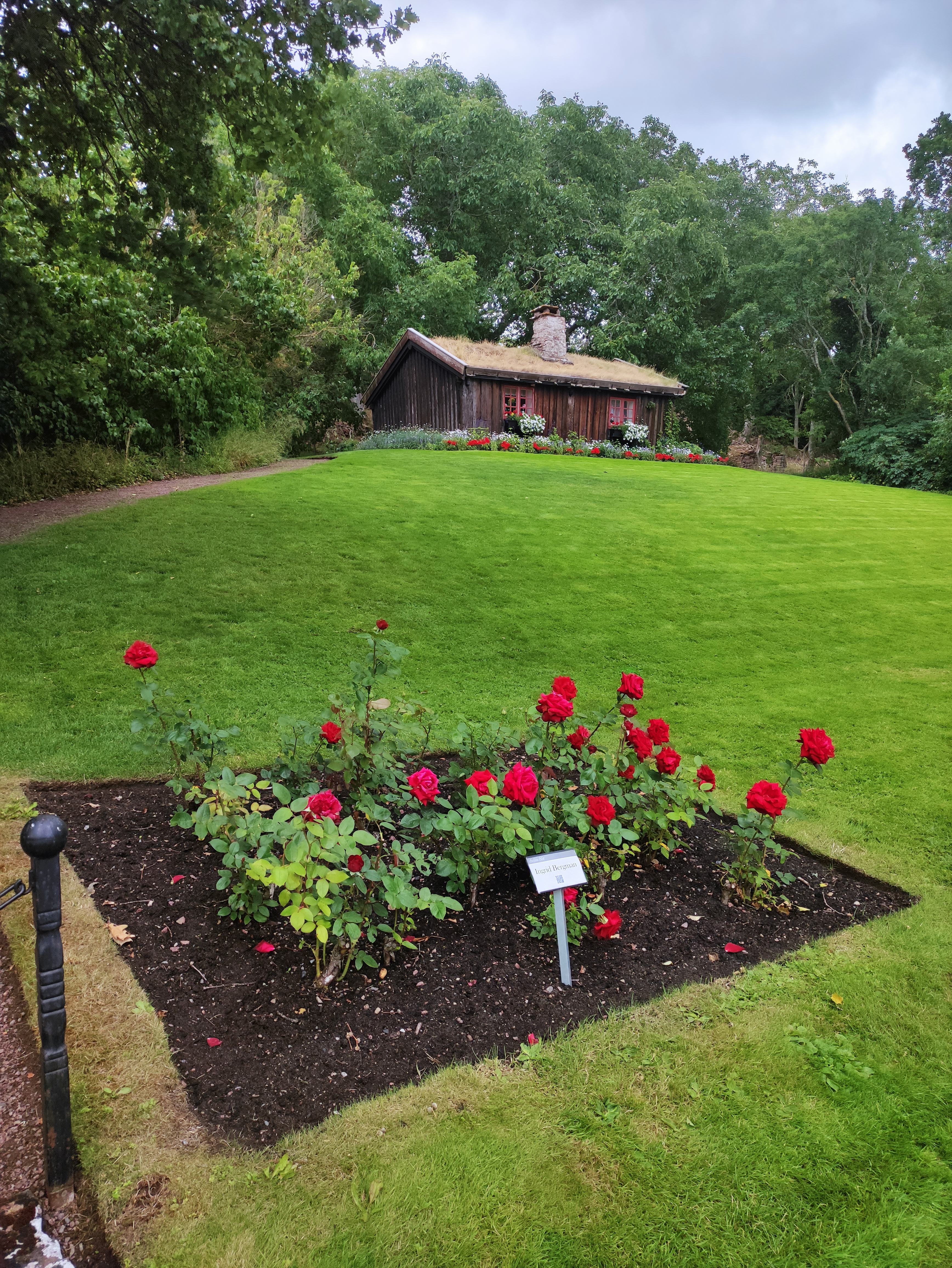
Sollidenský palác (Sollidens slott)
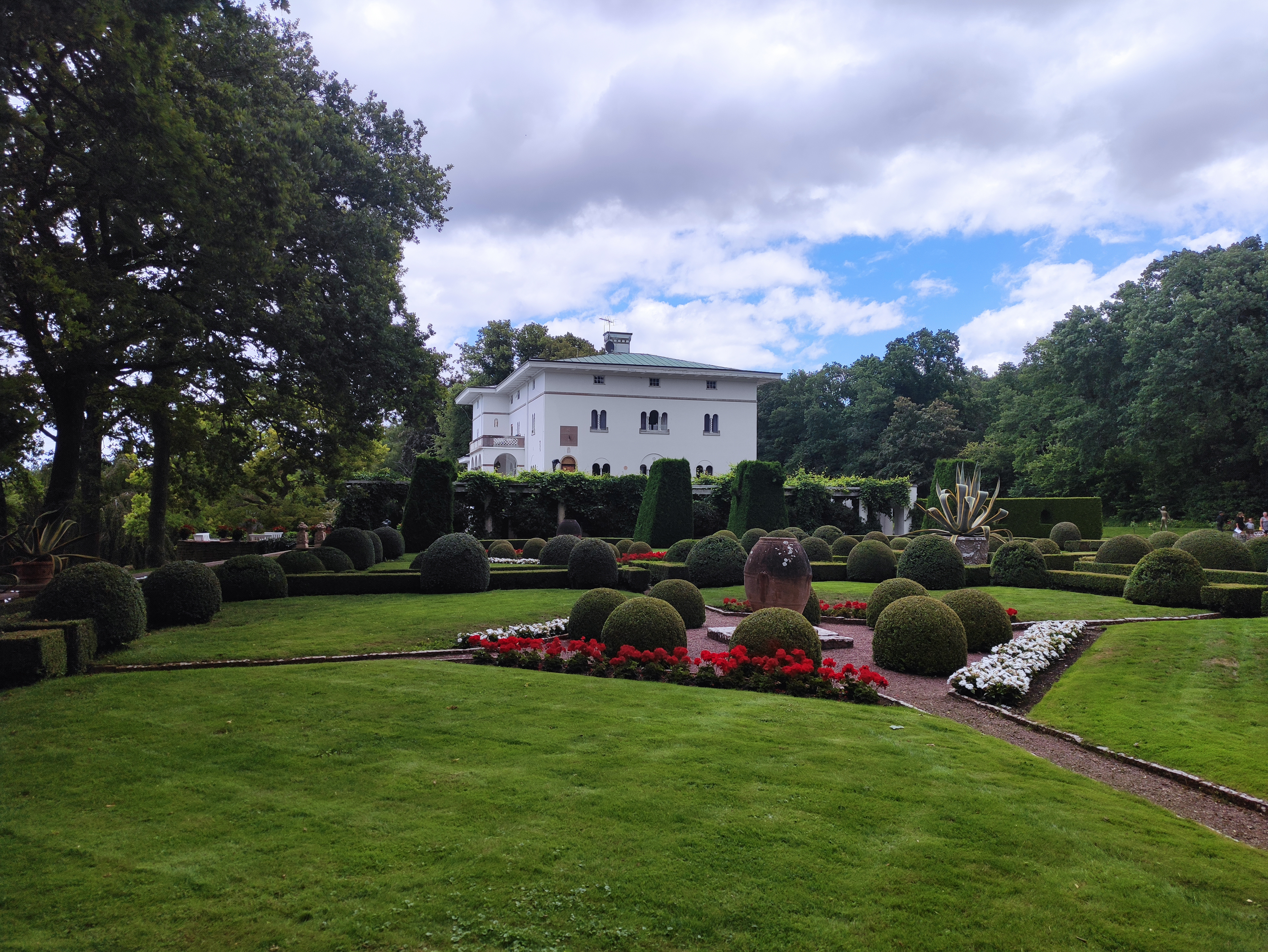
Sollidenský palác (Sollidens slott)
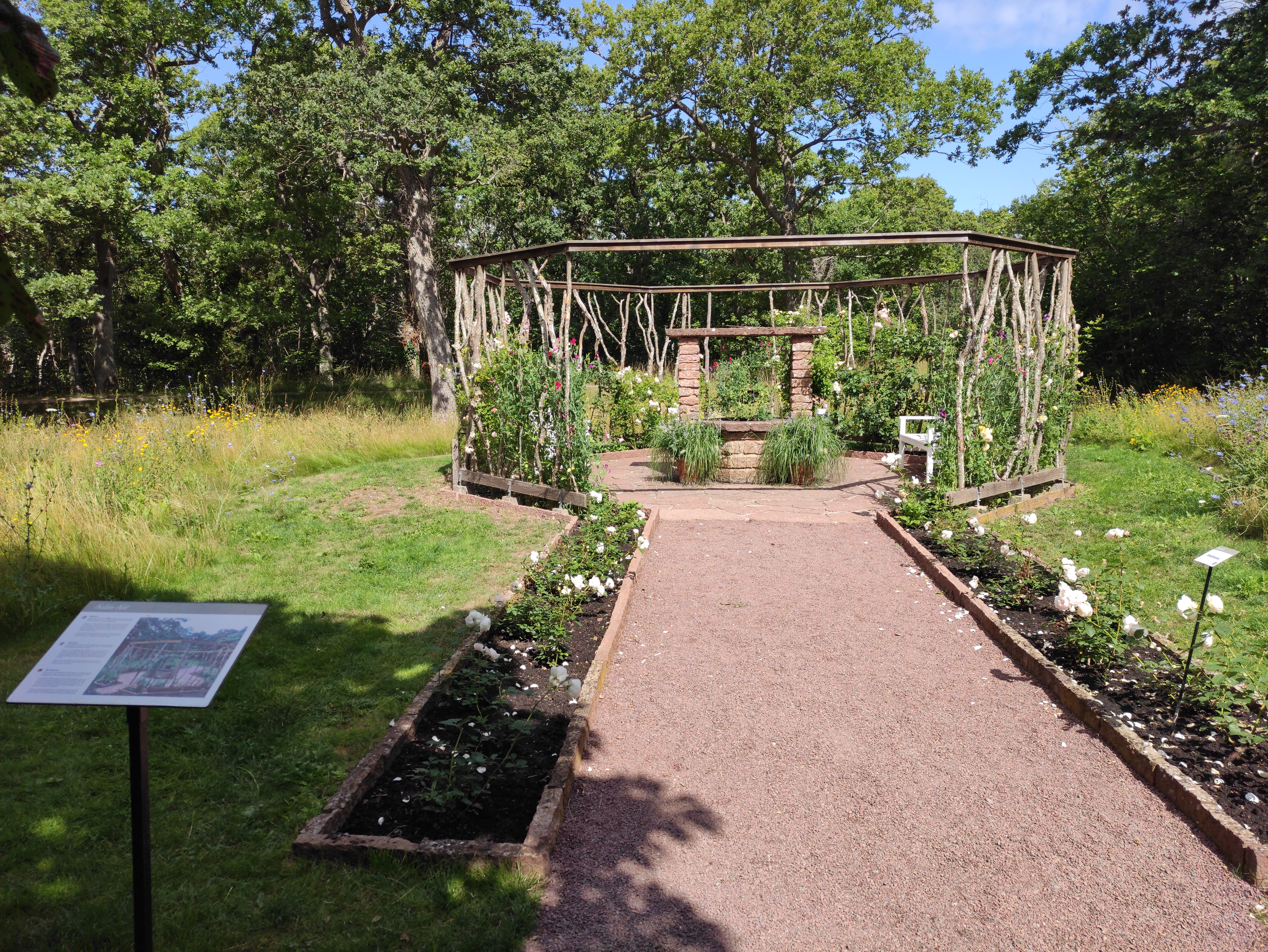
Sollidenský palác (Sollidens slott)